# ジロチョー 清水の次郎長維新伝
ジロチョー 清水の次郎長維新伝（ジロチョー しみずのじろうちょういしんでん）は、テレビ東京で2010年1月13日21:00-22:48分まで放送された、時代劇ドラマである。中村雅俊主演。パチンコメーカーFields'一社提供。

## 概要
パチンコCR清水の次郎長（ビスティ）とのタイアップで製作された作品。監督に韓国人グ・スーヨンを招き、コンピューターグラフィックとワイヤーアクションを巧みに使ったアクションが売り。主演の中村雅俊は次郎長 背負い富士以来、通算3度目の次郎長役。

## キャスト
- 清水次郎長-中村雅俊
- 森の石松-中村獅童
- 桶屋の鬼吉-真木蔵人
- 関東綱五郎-袴田吉彦
- 小政-萩原聖人
- 法印大五郎-木下ほうか
- お蝶（2代目）-黒谷友香
- お蝶（初代）-小嶺麗奈
- 大政-内藤剛志
- 黒駒の勝蔵-佐野史郎
- 坂本竜馬-池内博之（友情出演）
- 初老の商人-笹野高史
- 都鳥吉兵衛-中野英雄
- お千-松尾れい子
- お菊-前田愛

## 放送局
| 放送地域       | 放送局         | 放送日時      | 放送時間           | 放送区分       | 備考   |
| -------------- | -------------- | ------------- | ------------------ | -------------- | ------ |
| 関東広域圏     | テレビ東京     | 2010年1月13日 | 水曜 21:00 - 22:48 | テレビ東京系列 | 制作局 |
| 大阪府         | テレビ大阪     | 2010年1月13日 | 水曜 21:00 - 22:48 | テレビ東京系列 |        |
| 愛知県         | テレビ愛知     | 2010年1月13日 | 水曜 21:00 - 22:48 | テレビ東京系列 |        |
| 北海道         | テレビ北海道   | 2010年1月13日 | 水曜 21:00 - 22:48 | テレビ東京系列 |        |
| 岡山県・香川県 | テレビせとうち | 2010年1月13日 | 水曜 21:00 - 22:48 | テレビ東京系列 |        |
| 福岡県         | TVQ九州放送    | 2010年1月13日 | 水曜 21:00 - 22:48 | テレビ東京系列 |        |
| 宮城県         | 仙台放送       | 2010年2月8日  | 月曜 26:10 - 27:58 | フジテレビ系列 |        |